# Palais d'été du gouverneur
Le Palais d'été du Gouverneur est à l'origine un bâtiment de style gothique tardif de la fin du XVe siècle situé dans le parc royal de Stromovka à Prague dans le quartier de Bubeneč. Actuellement, le bâtiment sert de salle d'étude pour le département des journaux et magazines de la Bibliothèque du Musée national de Prague.

## Histoire

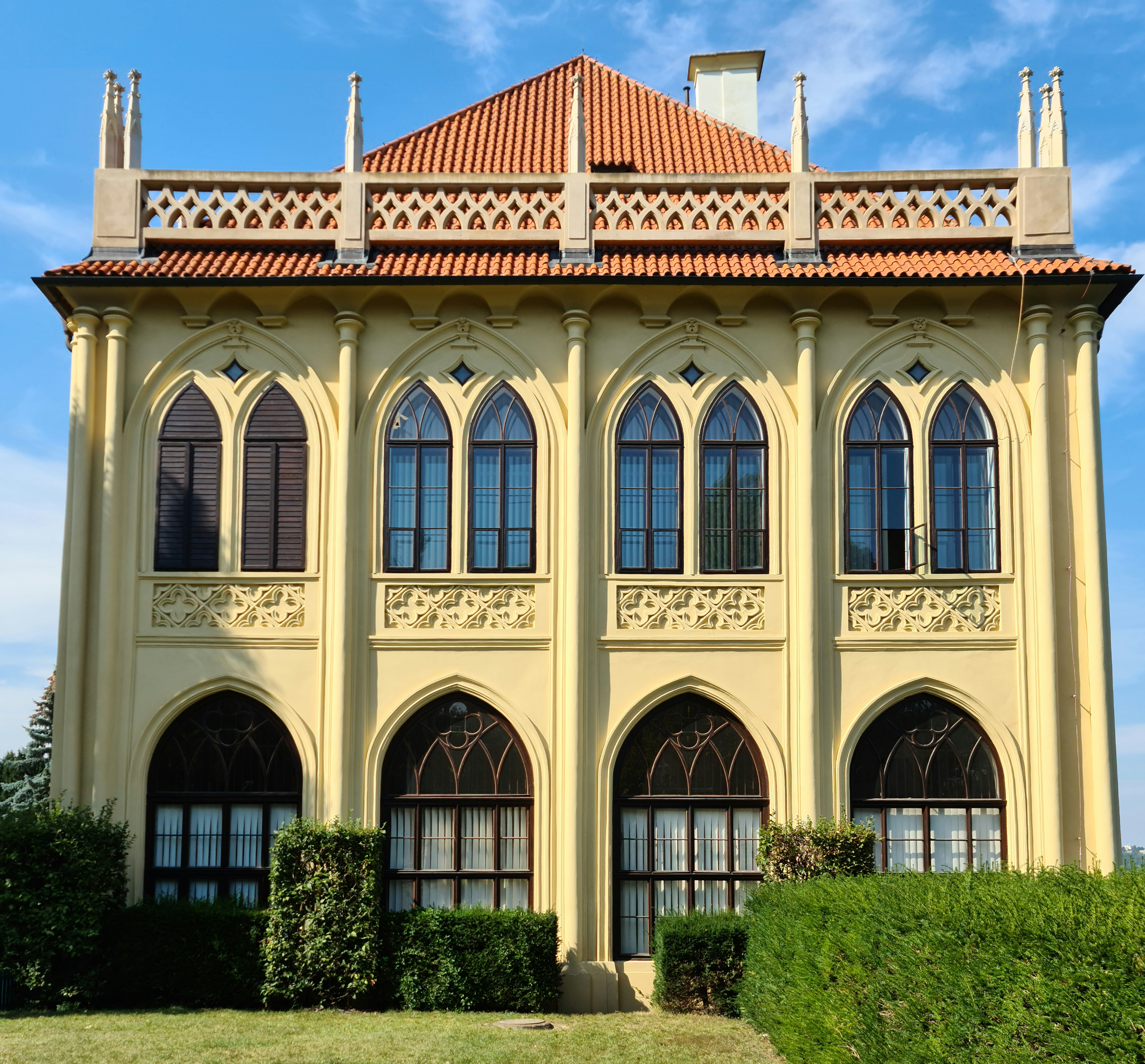
Vue depuis l'est

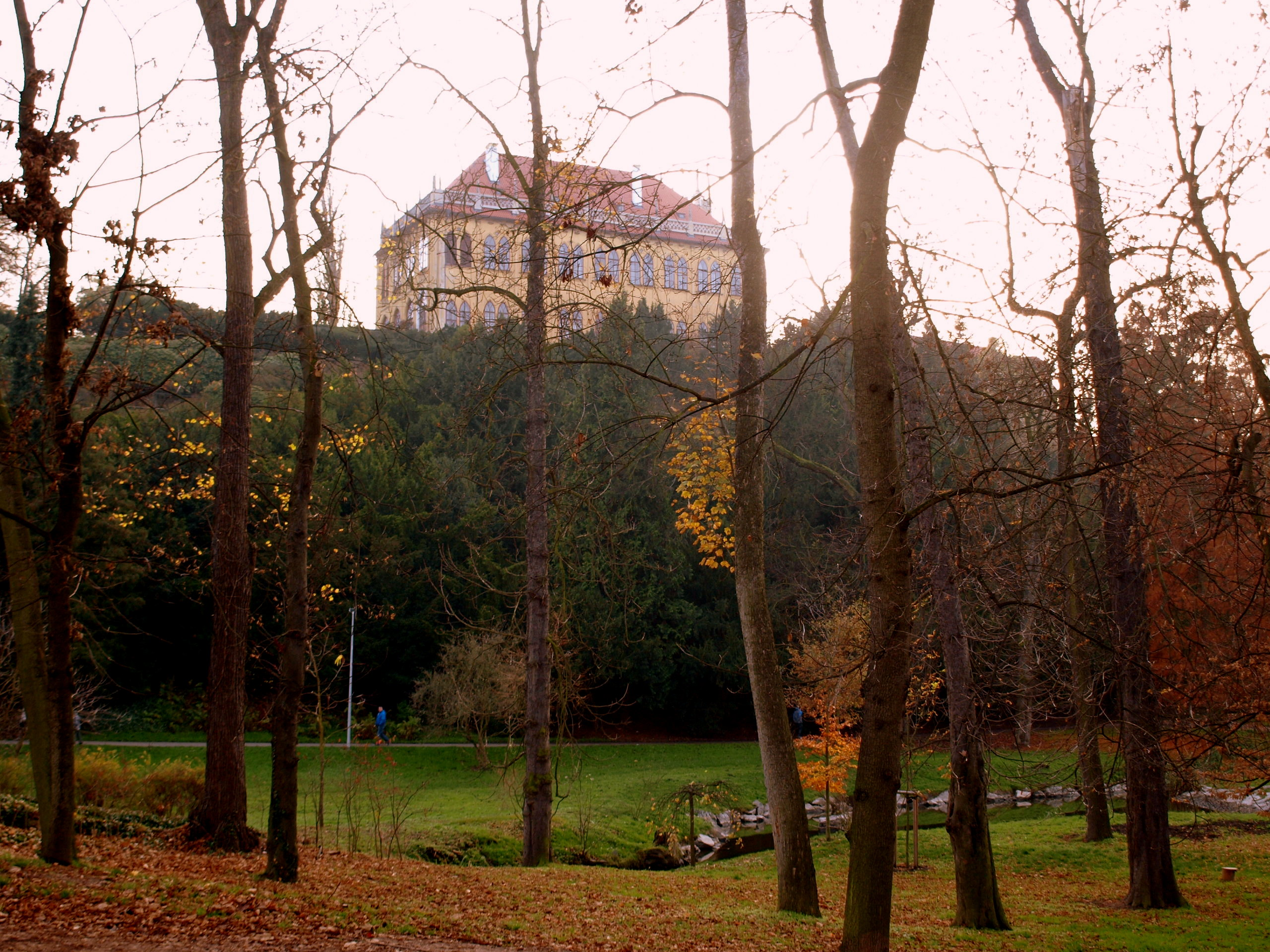
Vue du Palais d'été du Gouverneur depuis le Parc Royal

Le château de chasse de style gothique tardif a été fondé par le roi Vladislav Jagellon en 1495 et décoré par le peintre romain de Florence en 1502. De cette époque, la tour avec un escalier en pierre et une sculpture d'un lion avec un bouclier et le monogramme du roi Vladislas IV. Le Pavillon de chasse royal, ainsi que les Parcs royaux, appartenaient à l'administration du Château de Prague.
Après 1578, l'empereur Rodolphe II entreprit une reconstruction Renaissance en un pavillon d'été avec la disposition rectangulaire actuelle avec terrasse et loggia. En 1648, elle survécut également à l'invasion des troupes suédoises à Prague pendant la guerre de Trente Ans. Au XVIIe siècle, le Palais d'été était relié au Château de Prague par une allée de châtaigniers, qui fut rasée par les troupes françaises lors de l'occupation de Prague en 1742, mais l'allée fut restaurée plus tard. Le Palais d'été tomba en ruine au XVIIIe siècle puis fut occupé comme résidence d'été par le plus grand chasseur du royaume tchèque, le comte Černín.
Dans les années 1804-1805, par décision du burgrave suprême Jan Rudolf Chotek, le parc royal fut ouvert au public et en même temps le pavillon d'été fut reconstruit avec l'ajout d'un autre bâtiment, dans une forme romancée inspirée du style néo-gothique Tudor anglais. À partir de 1849 et jusqu'en 1861, l'empereur prêta le château d'été aux gouverneurs comme résidence d'été, date à laquelle son nom actuel fut adopté.
Après 1945, l'intérieur a été adapté pour le département des journaux et magazines de la Bibliothèque du Musée national, qui est toujours utilisé comme salle d'étude, bibliothèque et entrepôt.

## Alentours
Le palais se trouve à la limite du parc Stromovka, près du mur d'enceinte avec une porte néo-gothique, construite en 1814 selon le projet de l'architecte Jiří Fischer. Du côté est se trouve une petite terrasse panoramique avec un cadran solaire en forme de globe de pierre datant de 1698. Adjacent à l'ouest se trouve le site de l'ancienne horticulture avec le corps d'une orangerie datant d'environ 1814 et un arbre commémoratif, un ginkgo biloba.
- En raison de son architecture néogothique, plusieurs œuvres audiovisuelles représentant la vieille Angleterre ont été filmées à l'extérieur du palais d'été, par exemple certaines scènes du film tchèque Le Fantôme de Morrisville.

## Galerie

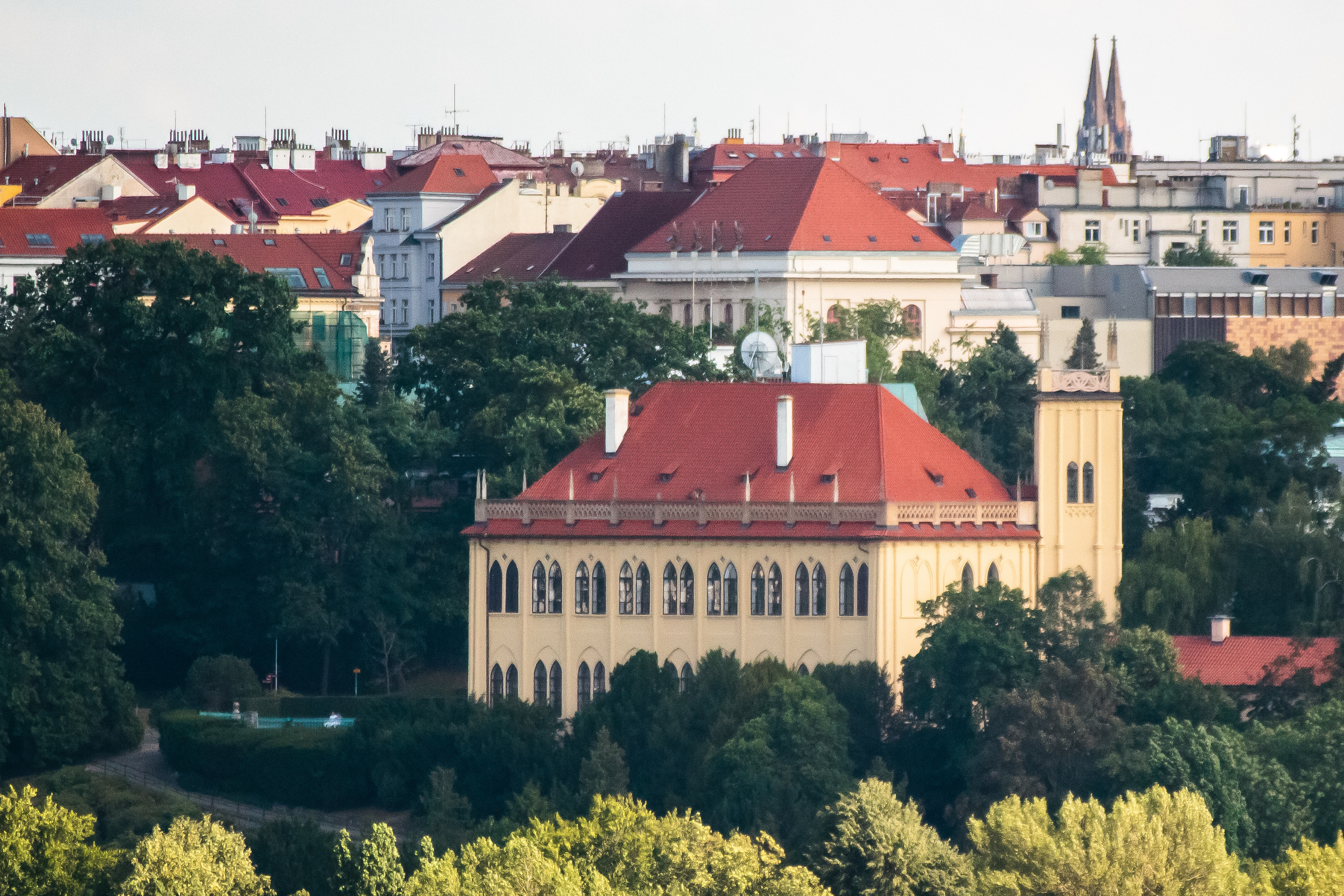
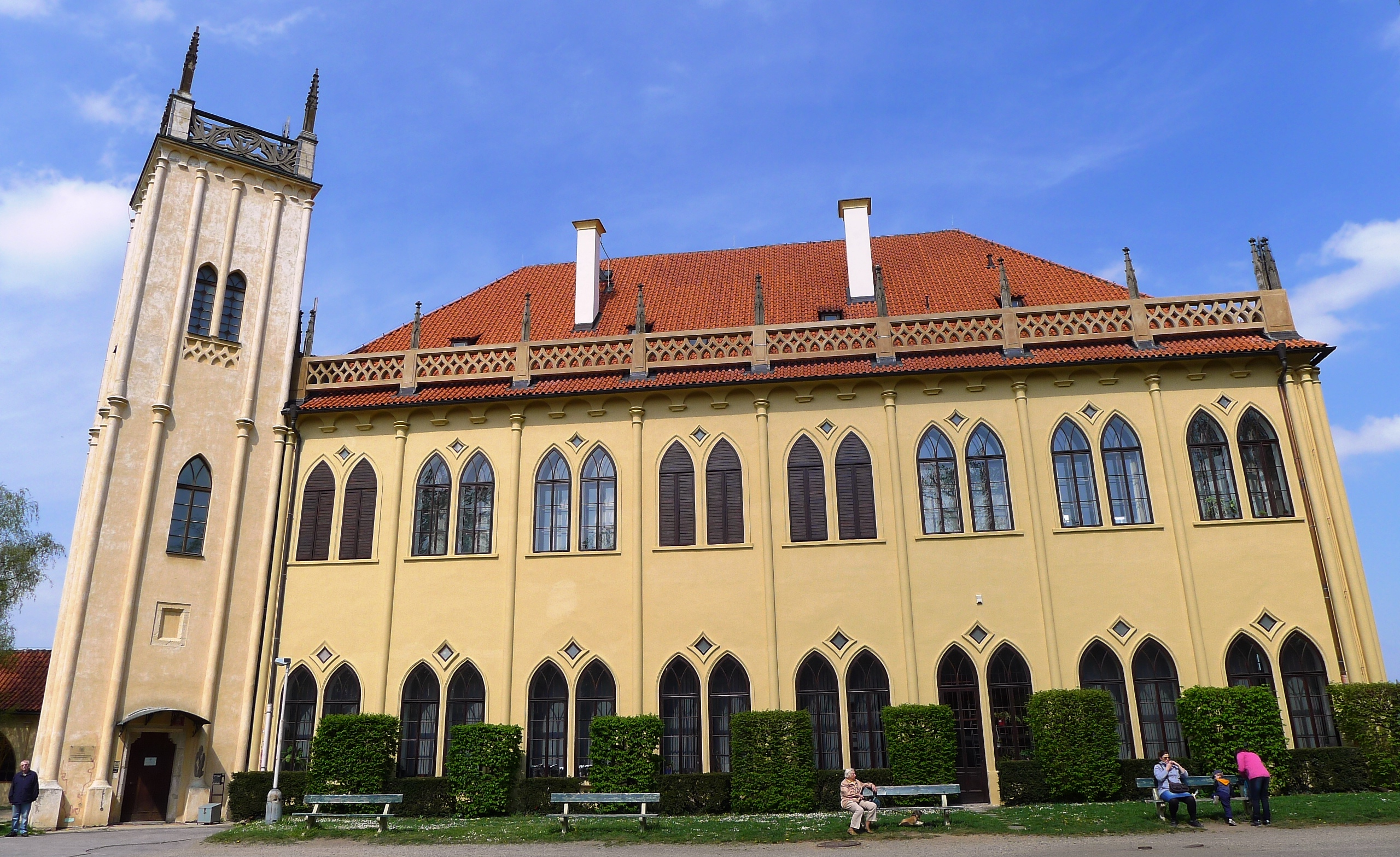
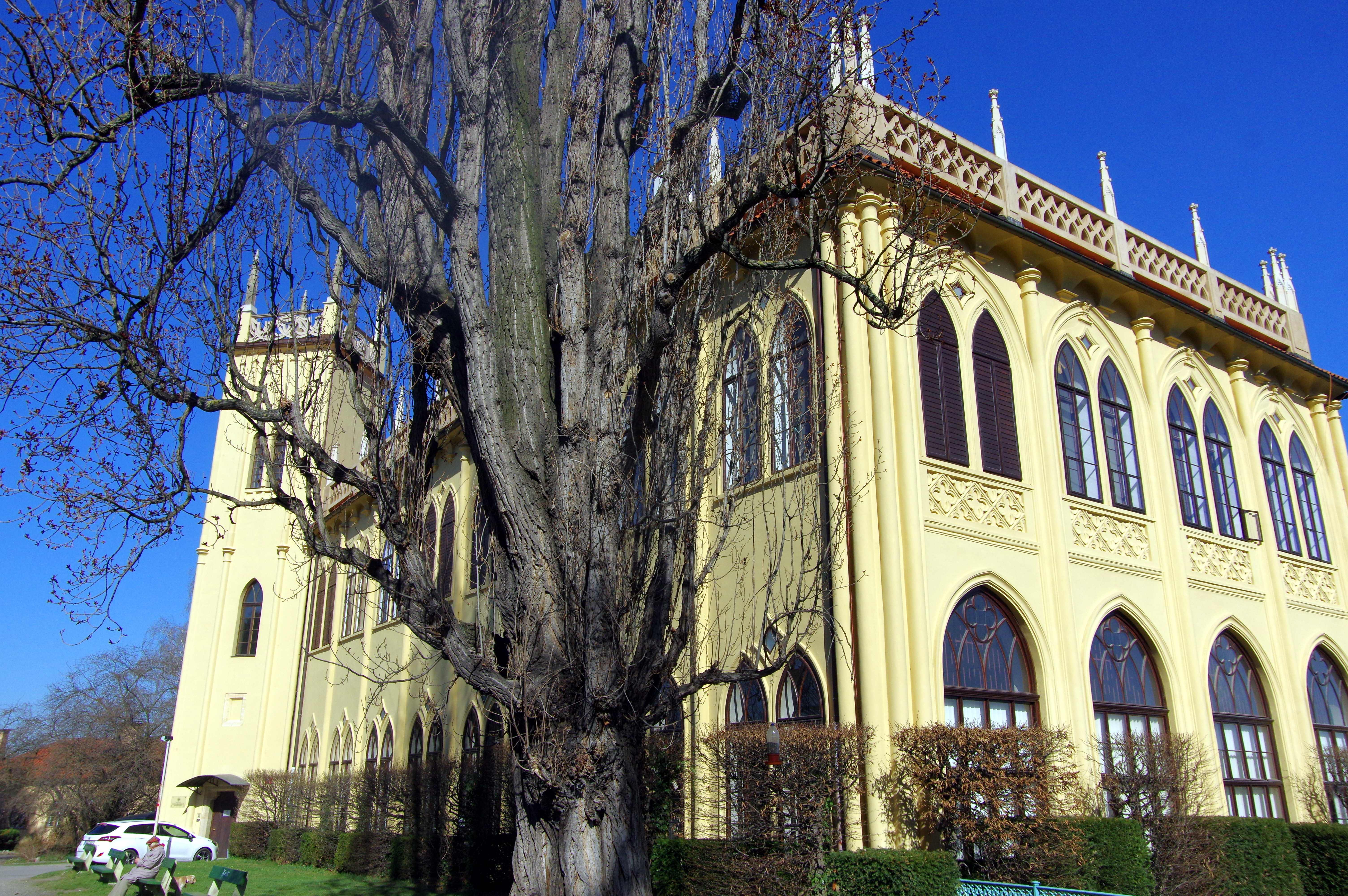